# Northrop F-5
Northrop F-5A/B Freedom Fighter in F-5E/F Tiger II sta dvomotorni reaktivni lovski letali proizvajalca Northrop. Podjetje je načrtovalo F-5 na podlagi razpisa ameriške vojske, s katero so želeli dobiti majhno letalo vrhunskih sposobnosti, ki bo hkrati uporabno v več nalogah, stroški uporabe pa bodo majhni. Zgodovina je hotela, da to letalo nikoli ni prišlo v redno uporabo v ameriških zračnih silah. Na razpisu je zmagalo letalo F-16.  
Ker je bila tovarna Northrop na robu bankrota, so morali najti novega kupca. Izboljšali so ga, mu dali dva nova, močnejša motorja in ga ponudili državam zveze NATO in južnoameriškim državam. Letalo je čez noč postalo hit v teh državah. Kasneje ga je ZDA ponudila tudi svojim arabskim zaveznicam. Dobilo je ime F-20 Tigershark.  Nekaj teh letal leti tudi v letalski šoli Top Gun v mestu Miramar. Letala so prebarvali v barve sovjetskih zračnih sil, pilote pa izšolali v sovjetskih letalskih in bojnih taktikah, tako da se kosajo z najbolšimi piloti, kar jih premorejo ameriške letalske sile.
Uporaba F-5E se v državah, ki so se odločile za njegov nakup, nadaljuje še danes. Kasneje je bilo večkrat posodobljeno.

## Specifikacije (F-5E Tiger II)
Splošne karakteristike
- Posadka: 1
- Dolžina: 47 ft 4¾ in (14,45 m)
- Razpon kril: 26 ft 8 in (8,13 m)
- Višina: 13 ft 4½ in (4,08 m)
- Površina kril: 186 ft² (17,28 m²)
- Aeroprofil: NACA 65A004.8 v korenu, NACA 64A004.8 na koncih
- Teža praznega letala: 9558 lb (4349 kg)
- Naložena teža: 15745 lb (7157 kg)
- Maks. vzletna teža: 24722 lb (11214 kg)
- * Vitkost krila: 3,86
- Notranje gorivo: 677 am. galon (2563 L)
- Zunanje gorivo: 275 am. galon (1040 L) na rezervoar (največ trije rezervoarji)

 Zmogljivost 
- Maks. hitrost: 917 vozlov (Mach 1,6, 1060 mph, 1700 km/h) ; na višini
- Doseg: 760 nmi (870 milj, 1405 km)
- Največji doseg: 2010 nmi (2310 mi, 3700 km)
- Višina leta: 51800 ft (15800 m)
- Hitrost vzpenjanja: 34400 ft/min (175 m/s)
- Razmerje vzgon/upor: 10.0

Oborožitev

- Strelno orožje: 2× 20 mm (0.787 in) M39A2 revolverska topova v nosu, 280 nabojev na top
- Nosilci za orožje: Skupno 7 s kapaciteto 7.000 lb (3.200 kg) in zalogo orožja s kombinacijo:
  - Rakete: ***2× LAU-61/LAU-68 izstreljevalca raket ; ali
    - 2× LAU-5003 izstreljevalca raket (vsak z 19× CRV7 70 mm raketmai); ali
    - 2× LAU-10 izstreljevalca raket (vsak z 4× Zuni 127 mm raketami); ali
    - 2× Matra izstreljevalca raket (vsak z 18× SNEB 68 mm raketami)

  - Izstrelki: ***4× AIM-9 Sidewinder ali 4× AIM-120 AMRAAM rakete zrak-zrak
    - 2× AGM-65 Maverick rakete zrak-zemlja
    - AA-8 Aphid, AA-10 Alamo, AA-11 Archer rakete na iranski verziji

  - Bombe: Konvencionalne in vodene bombe
  - Drugo: ***do 3× 150/275 am. galon Sargent Fletcher odvrgljivi rezervoarji
    - 2× GPU-5/A 30mm topova na tajskih verzijah

Letalska elektronika

- Emerson Electric AN/APQ-153 radar na prvih F-5E[1]
- Emerson Electric AN/APQ-159 radar na zadnjih serijskih F-5E
- AN/AVQ-27 Laser Target Designator Set (LTDS), samo za F-5B in F-5F only.[2]